# Arpa doppia
Als Arpa doppia wird die chromatische Doppelharfe des barocken Italien mit parallel gespannten Saiten bezeichnet. In Italien setzten sich im Barock Harfen mit mehreren parallel gespannten Saitenreihen durch: zuerst Harfen mit zwei Saitenreihen (Doppelharfe, italienisch arpa doppia), später mit drei Saitenreihen (Tripelharfe, italienisch arpa a tre registri).
Die Bezeichnung arpa tripla für die Tripelharfe taucht in den frühen italienischen Quellen nicht auf. Maria Galassi vermutet, dass die Bezeichnung arpa doppia damals nicht nur für Doppelharfen, sondern auch für Tripelharfen verwendet wurde.

## Doppelharfe
Bei der arpa doppia – auch arpa a due ordini genannt – liefen zwei Saitenreihen parallel zueinander: Im Diskant (für die rechte Hand) waren die rechte Reihe diatonisch und die linke Reihe pentatonisch. Ab der Mitte des Tonumfangs hinunter zum Bass (für die linke Hand) wechselte die Diatonik in die linke Reihe und die Pentatonik in die rechte Reihe. Die diatonische und die pentatonische Reihe waren leicht zueinander verschoben, sodass der Finger in den Zwischenraum zwischen zwei diatonische Saiten hindurchgreifen und die pentatonische Saite (Halbton) anzupfen konnte.

## Tripelharfe
Die arpa a tre registri war die barocke italienische Tripelharfe. Bei ihr befanden sich außen links und rechts jeweils zwei diatonische Saitenreihen und in der Mitte die zur chromatischen Reihe ergänzenden Töne. Die Harfe war bis zu 2,20 m groß. Als Saitenmaterial wurde fast ausschließlich Naturdarm verarbeitet, sehr selten auch Seide oder Metall.
Die Harfe war mit etwa 75–95 Saiten bespannt und mindestens die zwei mittleren Oktaven wurden dreireihig ausgeführt. Der Umfang beträgt etwa fünf Oktaven. Zum Beispiel: 37 Saiten in der Hauptreihe, die auf der Seite der linken Hand liegt (auch Bassreihe genannt), 34 Saiten in der mittleren Reihe, welche die tonartfremden Halbtöne enthält, und 27 Saiten in der Diskantreihe (linke Hand). Die Basstöne erreichten das sogenannte Monteverdi-G (für das Harfensolo der Oper L’Orfeo von 1607).
Die äußeren Reihen sind gleich gestimmt und immer in der diatonischen Tonleiter (CDEFGAHC). Um ein Stück in einer anderen Tonart zu spielen, zum Beispiel in G-Dur/e-Moll, werden alle F-Saiten in den beiden äußeren Reihen einen Halbton höher auf Fis umgestimmt. Um von C nach F zu wechseln, wird jede H-Saite in den äußeren Reihen einen Halbton tiefer auf B gestimmt. Für einen leiterfremden Ton wird einfach mit dem Finger zwischen zwei äußere Saiten in die mittlere Reihe gegriffen. Da in C-Dur zwischen E und F kein Halbton liegt, werden hier alle drei Saiten auf F gestimmt, so dass beim Umstimmen nach G-Dur in der mittleren Reihe F (= E#) bleibt (dasselbe gilt analog für H/C).
Die bedeutendste erhaltene italienische Barockharfe ist die „Barberini-Harfe“ im Nationalen Musikinstrumentenmuseum in Rom. Diese Tripelharfe wurde 1632/33 im Auftrag von Antonio Barberini von dem Instrumentenbauer Girolamo Acciari und dem Holzschnitzer Giovanni Tubi für den Harfenisten Marco Marazzoli gebaut. Sie ist auch auf einem Gemälde von Giovanni Lanfranco mit dem Titel Venus spielt Harfe (oder Allegorie der Musik) zu sehen, das sich im Palazzo Barberini befindet.

Die Barberini-Harfe
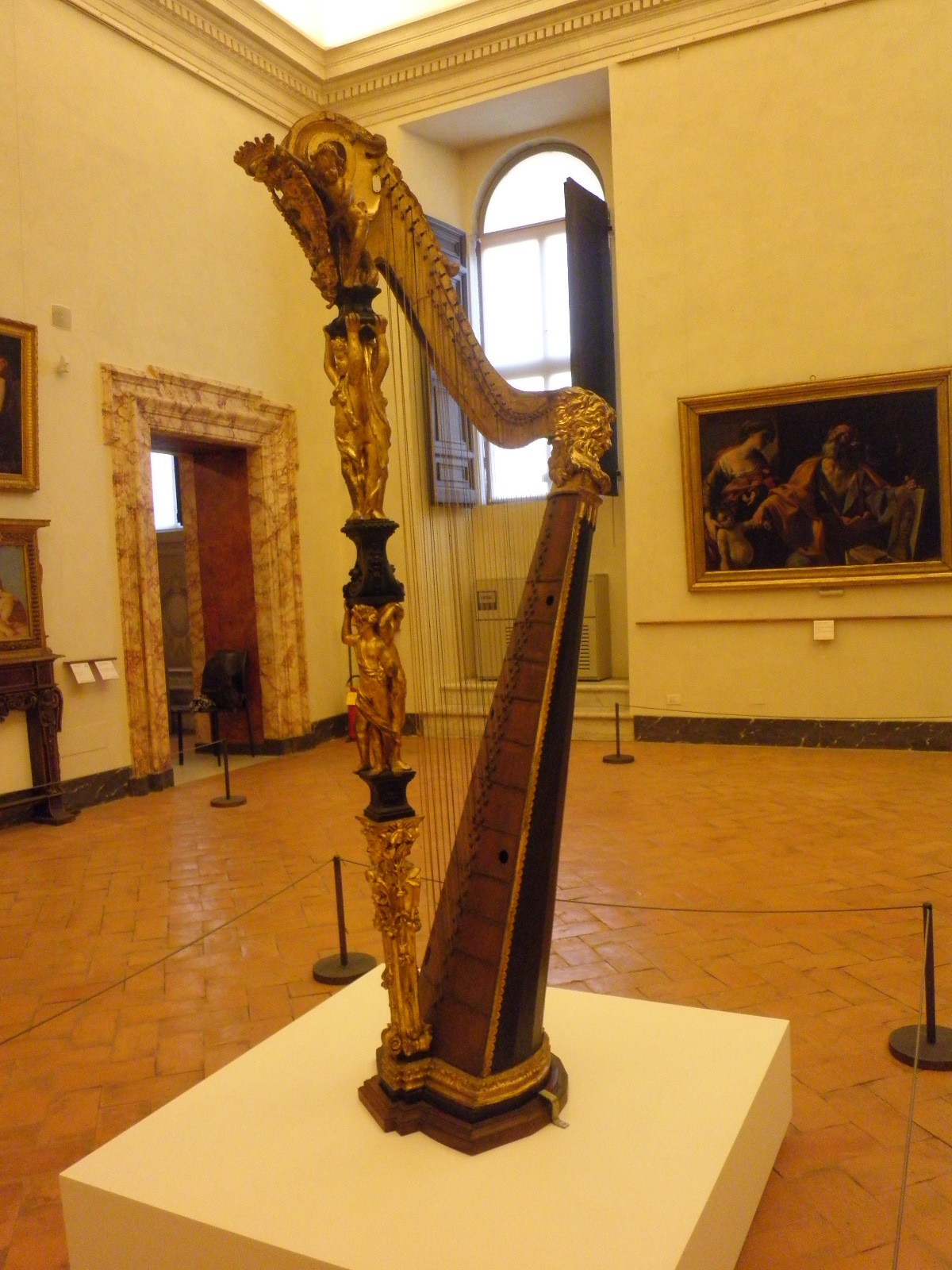
Die Barberini-Harfe bei einer Ausstellung im Palazzo Barberini, Rom
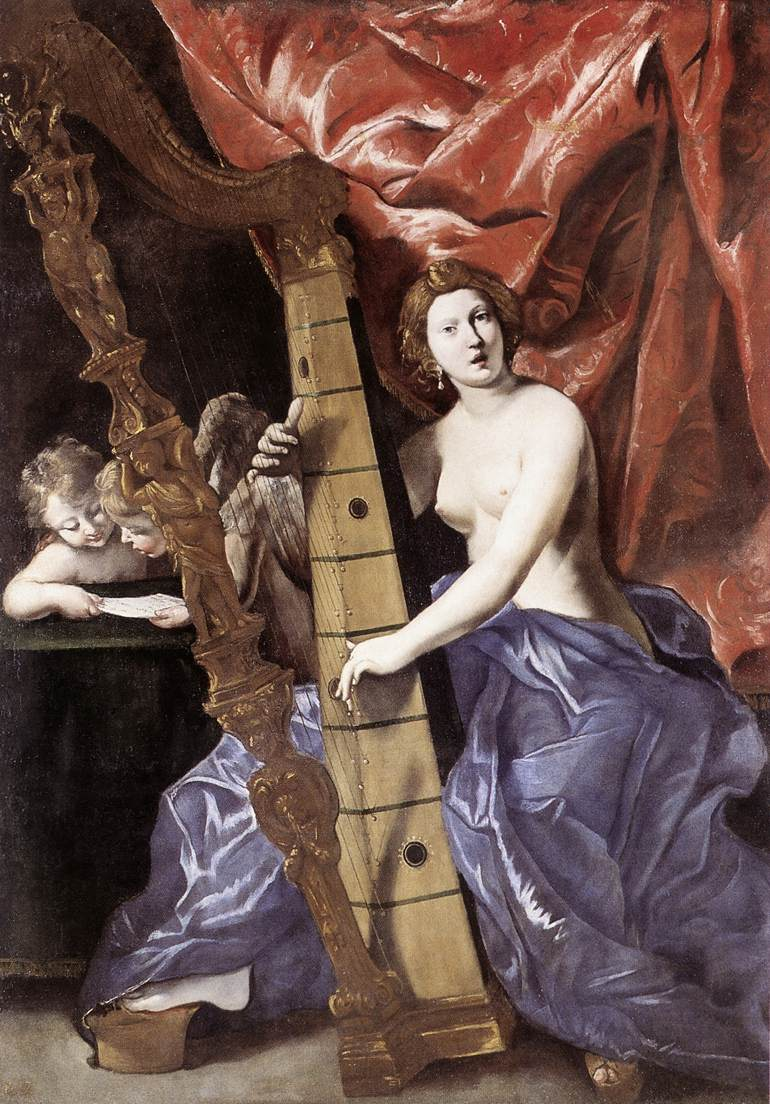
Giovanni Lanfranco: Venus spielt Harfe, 1630–34. Rom, Galleria Nazionale d’Arte Antica (Palazzo Barberini)

## Geschichte
Das Verbreitungsgebiet beider chromatischer Harfen reichte im 16. Jahrhundert von Sizilien bis Flandern und Wales, wo sich die walisische Tripelharfe entwickelte. Die Blüte erreicht die Tripelharfe im Neapel des 16. und 17. Jahrhunderts und später in Rom. Erste Werke, die ausdrücklich für Harfe komponiert sind, publizierten die neapolitanischen Komponisten Ascanio Mayone und Giovanni Maria Trabaci. Die Tripelharfe war fester Bestandteil des Continuo der Barockorchester im Italien des 17. Jahrhunderts.
Im 18. Jahrhundert vergrößerte sich der Resonanzkörper zu fast unförmigen Ausmaßen und kam dann gänzlich aus der Mode.
Die heutigen Nachbauten beziehen sich auf erhaltene Exemplare aus den Instrumentenmuseen in Bologna und Modena und auf die berühmte „Barberini-Harfe“.